# علی کریمی (زاده ۱۳۷۲)
علی کریمی (زادهٔ ۲۲ بهمن ۱۳۷۲ در ایذه) بازیکن فوتبال اهل ایران است که در پست هافبک میانی برای قیصریه‌اسپور در سوپر لیگ فوتبال ترکیه بازی می‌کند.

## عملکرد باشگاهی

### سپاهان
او در تابستان سال ۱۳۹۱ از تیم‌های پایه به تیم بزرگسالان سپاهان پیوست. او دارای سابقه عضویت در تیم جوانان سپاهان است وی چهار سال در این تیم عضویت داشت ۵۶ بازی رسمی انجام داد ۴ گل به ثمر رساند. وی با سپاهان یک بار قهرمان لیگ برتر و جام حذفی شد.

### دینامو زاگرب
وی در تابستان ۱۳۹۵ با قرار دادی پنج ساله به تیم دینامو زاگرب کرواسی پیوست و در ادامه در پنجره نقل و انتقالات زمستانی برای داشتن فرصت بیشتر جهت بازی برای یک نیم فصل به لوکوموتیو زاگرب قرض داده شد. اما موفق نبود و در بازگشت به دینامو زاگرب قراردادش را فسخ کرد.

### بازگشت به سپاهان
وی مجدداً به تیم سپاهان بازگشت.

### استقلال
فصل ۲۰۱۸–۲۰۱۹
در فصل ۲۰۱۸ با قراردادی یک ساله به استقلال پیوست وی برای اولین بار در هفته اول لیگ برتر و در بازی مقابل پیکان تهران برای استقلال بازی کرد و اولین گلش را در هفته ۲۱ لیگ برتر و بازی با نفت مسجد سلیمان به ثمر رساند وی اولین بار در بازی برگشت مقابل السد در لیگ قهرمانان آسیا ۲۰۱۸ در اسیا برای استقلال به میدان رفت او اولین گل آسیایی خود را برای استقلال در بازی مقابل الهلال عربستان با ضربه سر دقیق به ثمر رساند
وی در این فصل در ۲۶ بازی در لیگ برتر به بازی رفت و دو گل به ثمر رساند و در ۲ بازی از جام حذفی و ۵ بازی از لیگ قهرمانان آسیا به میدان رفت و یک گل زد.

## افتخارات

### باشگاهی

#### سپاهان
- لیگ برتر خلیج فارس : ۲۰۱۴–۲۰۱۵[۳]
- جام حذفی فوتبال ایران : ۲۰۱۲–۲۰۱۳[۴][۵]

#### استقلال
- لیگ برتر خلیج فارس : ۲۰۱۹–۲۰۲۰ نایب قهرمان[۶]

- جام حذفی فوتبال ایران : ۲۰۱۹–۲۰۲۰ نایب قهرمان[۷]

#### قیصریه‌اسپور
- جام حذفی فوتبال ترکیه : ۲۰۲۱–۲۰۲۲ نایب قهرمان[۸]

#### الدحیل
- مقام پنجم جام باشگاه‌های جهان ۲۰۲۰[۹] [۱۰] [۱۱]

### ملی

#### تیم ملی فوتبال ایران
- حضور در جام جهانی ۲۰۲۲ قطر[۱۲]

### فردی
- بهترین هافبک نفوذی سال ۱۳۹۸ لیگ ایران در نوروز فوتبالی

- تیم منتخب سال ۱۳۹۸ لیگ ایران در نوروز فوتبالی

## عملکرد ملی
وی سابقه بازی در تیم ملی جوانان و امید و همچنین تیم ملی بزرگسالان ایران را هم دارد وی یکی از بازیکنان مورد علاقه کارلوس کیروش بوده که در بیشتر اردوهای تیم ملی ایران در سال ۲۰۱۶ تا ۲۰۱۸ حضور داشته اما  به‌دلیل مصدومیت نتوانست در جام جهانی ۲۰۱۸ و جام ملت‌های آسیا ۲۰۱۹ حضور پیدا کند سبک بازی علی کریمی به نظر کارشناسان خیلی به بازی جواد نکونام شباهت دارد.
وی توسط کی روش در آبان ماه به تیم ملی فوتبال ایران برای حضور در جام جهانی فوتبال ۲۰۲۲ قطر دعوت شد و در بازی برابر انگلیس، ولز و آمریکا حضور داشت.

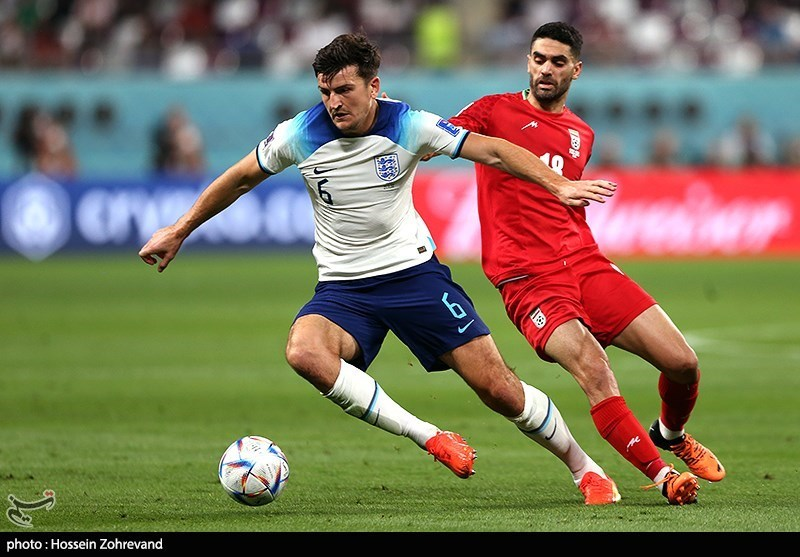
علی کریمی در کنار هری مگوایر در جام جهانی فوتبال ۲۰۲۲

وی با سرمربیگری قلعه نویی نیز به تیم ملی فوتبال ایران دعوت شد و چند بازی انجام داد.

## آمار ملی

### بازی‌های ملی
تا تاریخ ۲۱ نوامبر ۲۰۲۳
| ایران | ایران | ایران |
| سال   | بازی  | گل    |
| ----- | ----- | ----- |
| ۲۰۱۶  | ۱     | ۰     |
| ۲۰۱۷  | ۶     | ۰     |
| ۲۰۱۸  | ۳     | ۰     |
| ۲۰۱۹  | ۱     | ۰     |
| ۲۰۲۰  | ۲     | ۰     |
| ۲۰۲۲  | ۳     | ۰     |
| ۲۰۲۳  | ۳     | ۰     |
| مجموع | ۱۹    | ۰     |